# Луций Корнелий Сципион Азиатский (консул 190 года до н. э.)
Луций Корнелий Сципион Азиатский (лат. Lucius Cornelius Scipio Asiaticus; после 235 — после 183 гг. до н. э.) — римский военный и политический деятель, консул 190 года до н. э. Был младшим братом Публия Корнелия Сципиона Африканского и упоминается в источниках главным образом в связи с деятельностью последнего. В составе армии брата он участвовал в испанских и африканских кампаниях Второй Пунической войны (207—201 годы до н. э.). По окончании войны Сципион начал политическую карьеру, которую увенчал консулат 190 года.
В качестве консула Луций Корнелий возглавил армию, направленную на войну с Антиохом III. При этом источники сходятся во мнении, что его командование было номинальным, а в действительности военными действиями руководил его брат. В битве при Магнезии Антиох потерпел полное поражение, после чего был подписан выгодный для Рима мир. Сципион, вернувшись в Рим, отпраздновал пышный триумф и получил агномен Азиатский.
Вскоре Луция Корнелия привлекли к суду по обвинению в утаивании части добычи. Инициаторами обвинения были политические противники его старшего брата, рассчитывавшие нанести таким образом удар по Публию Корнелию. Сципиона Азиатского приговорили к крупному штрафу. Позже, пытаясь улучшить своё положение, он выдвинул свою кандидатуру в цензоры, но проиграл выборы (184 год до н. э.). Его удачливые конкуренты Марк Порций Катон и Луций Валерий Флакк исключили Сципиона из всаднического сословия. После этого он не упоминается в источниках.

## Биография

### Происхождение
Луций Корнелий принадлежал к одному из самых знатных и разветвлённых родов Рима, имевшему этрусское происхождение, — Корнелиям. Когномен «Сципион» (Scipio) античные писатели считали происшедшим от слова «посох»: «Корнелий, который [своего] тёзку — отца, лишённого зрения, направлял вместо посоха, был прозван Сципионом и передал это имя потомкам». Самого раннего носителя этого когномена звали Публий Корнелий Сципион Малугинский; отсюда делается предположение, что Корнелии Сципионы были ветвью Корнелиев Малугинских.
Представители этой ветви рода получали консульство в каждом поколении. Прадед Луция Луций Корнелий Сципион Барбат был консулом в 298 году до н. э. и сражался при Сентине; дед, тоже Луций, — в 259 году (во время Первой Пунической войны он изгнал карфагенян с Корсики); дядя, Гней Корнелий Сципион Кальв, — в 222 году (он одержал победу над инсубрами), а отец, первый Публий в этой ветви рода, достиг консульства в 218 году до н. э.
Сципионы поддерживали хорошие отношения с лидерами демократического движения — Гаем Фламинием и Гаем Теренцием Варроном. Их причисляют к той аристократической группировке, которую возглавляли Эмилии и к которой относились также Ливии, Сервилии, Папирии, Ветурии, Лицинии. Враждебная им группировка включала Атилиев, Манлиев, Отацилиев, Манилиев, Огульниев, Леториев, Фульвиев и Фабиев; последние были ядром этой аристократической «фракции», к которой временами тяготели ещё Клавдии, Валерии, Сульпиции, Марции, Юнии.
При наличии политического влияния Сципионы были небогаты: так, известно, что одна из двоюродных сестёр Луция Корнелия после смерти отца получила от государства скромное приданое в 40 тысяч ассов. В числе первых среди римлян Сципионы подверглись влиянию греческой культуры: уже саркофаг Сципиона Барбата (начало III века до н. э.) имел во внешнем облике общие черты с греческим храмом. Образование в эллинском духе сочеталось у этой ветви Корнелиев с воспитанием чисто римских добродетелей.
Мать Сципиона Помпония принадлежала к плебейскому роду Помпониев, который, согласно поздним родословным, вёл своё происхождение от второго царя Рима Нумы Помпилия наряду с Эмилиями и Кальпурниями. Двое Помпониев, Маний и Марк, были консулами в 233 и 231 годах до н. э. соответственно, и Луций Корнелий мог приходиться внуком одному из них или племянником им обоим.
В семье было двое детей: Луций и Публий (в будущем Африканский). Полибий называет Луция старшим, но это опровергают данные других источников и ономастики. К тому же Луций Корнелий проходил cursus honorum с существенным отставанием. Точно известна только дата рождения Публия — 235 год до н. э.
Публий Корнелий всю жизнь опекал Луция. Братья были неразлучны и до конца сохранили родственные отношения.

### Ранние годы и война с Карфагеном

Карта военных действий Второй Пунической войны.
↗ — действия римлян
↗ — действия Ганнибала
↗ — действия Гасдрубала

Первое упоминание Луция Корнелия Сципиона в источниках относится к концу 210-х годов до н. э. Согласно Полибию, Луций выдвинул свою кандидатуру в курульные эдилы, а Публий Корнелий (в этом источнике младший брат) тоже стал соискателем — только для того, чтобы поддержать Луция, не имевшего в одиночку никаких шансов; в результате были избраны оба. Роберт Броутон пишет, что в действительности Луций Корнелий стал эдилом только в 195 году, а коллегой Публия был Марк Корнелий Цетег. Российская исследовательница Н. Трухина в связи с этим отмечает, что безоговорочно отвергать полибиеву версию всё же не стоит: греческий историк опирался на рассказы Гая Лелия, неразлучного друга Публия Корнелия.
О Луции Корнелии античные авторы пишут, что он «обладал слабым телосложением», был нерешительным и «невоинственным» в отличие от своего храброго и способного к военному делу брата. Тем не менее он начал свою карьеру, согласно римским традициям, с военной службы. Отец Луция командовал римской армией в Испании и здесь погиб в одном из сражений в 212 или 211 году до н. э. После этого в Испанию с проконсульскими полномочиями направили Публия-младшего. Луций впервые упоминается в связи с событиями 207 года как легат в армии своего брата. При этом существует предположение, что изначально Луцию предназначалась в Испании роль Сципиона Кальва: римскими армиями на Пиренейском полуострове должны были после гибели Гнея и Публия-старшего снова править братья Сципионы (теперь уже принадлежащие к следующему поколению). Но Луций из-за скромности своих дарований оказался на втором плане.
Публий Корнелий поручил брату взять город Оронгий (возможно, Авринга) в землях племени месессов (по предположению Е. А. Родионова, специально чтобы дать брату отличиться). Луций, под командованием которого оказались 10 тысяч пехотинцев и тысяча конников, сначала предложил Оронгию союз, а получив отказ, взял город штурмом. С побеждёнными он поступил в целом гуманно, продолжая политику старшего брата. Только группа горожан, вышедших для сдачи из крепостных ворот, была перебита вследствие трагической ошибки: эти люди прикрывались щитами от случайных дротиков, и римляне решили, что это вылазка. В результате погибли всего 90 римлян и около 2 тысяч испанцев и карфагенян.
Публий Корнелий высоко оценил успех брата, объявив, что эта победа не менее важна, чем взятие им самим в 209 году до н. э. Нового Карфагена, административного центра всех владений противника в Испании. По окончании кампании он направил Луция в Рим со знатными пленниками. Тот, вернувшись, рассказал, что Публия уже планируют сделать главнокомандующим в экспедиции в Африку. После окончательного разгрома карфагенских сил на полуострове при Илипе в 206 году до н. э. Публий Корнелий снова отправил Луция в Рим как вестника победы.
Когда Публий, избранный консулом на 205 год до н. э., отправился в Сицилию готовиться к высадке в Африке, Луций опять последовал за ним. Известно, что во время отсутствия Публия в 205 году (он оставил остров, чтобы отбить у карфагенян Локры) его брат в Мессане исполнял обязанности командующего. Потом Луций переправился вместе с армией в Африку (204 год) и там «был восхвален за проявленное мужество», хотя в целом был ещё более незаметным, чем в Испании. Римская армия одержала победы при Утике и на Великих Равнинах; после окончательного разгрома Ганнибала в битве при Заме Луций Сципион вместе с Луцием Ветурием Филоном и Марком Марцием Раллой привёз в Рим проект мирного договора, вскоре утверждённый сенатом и народным собранием (конец марта 201 года до н. э.).

### Политическая карьера

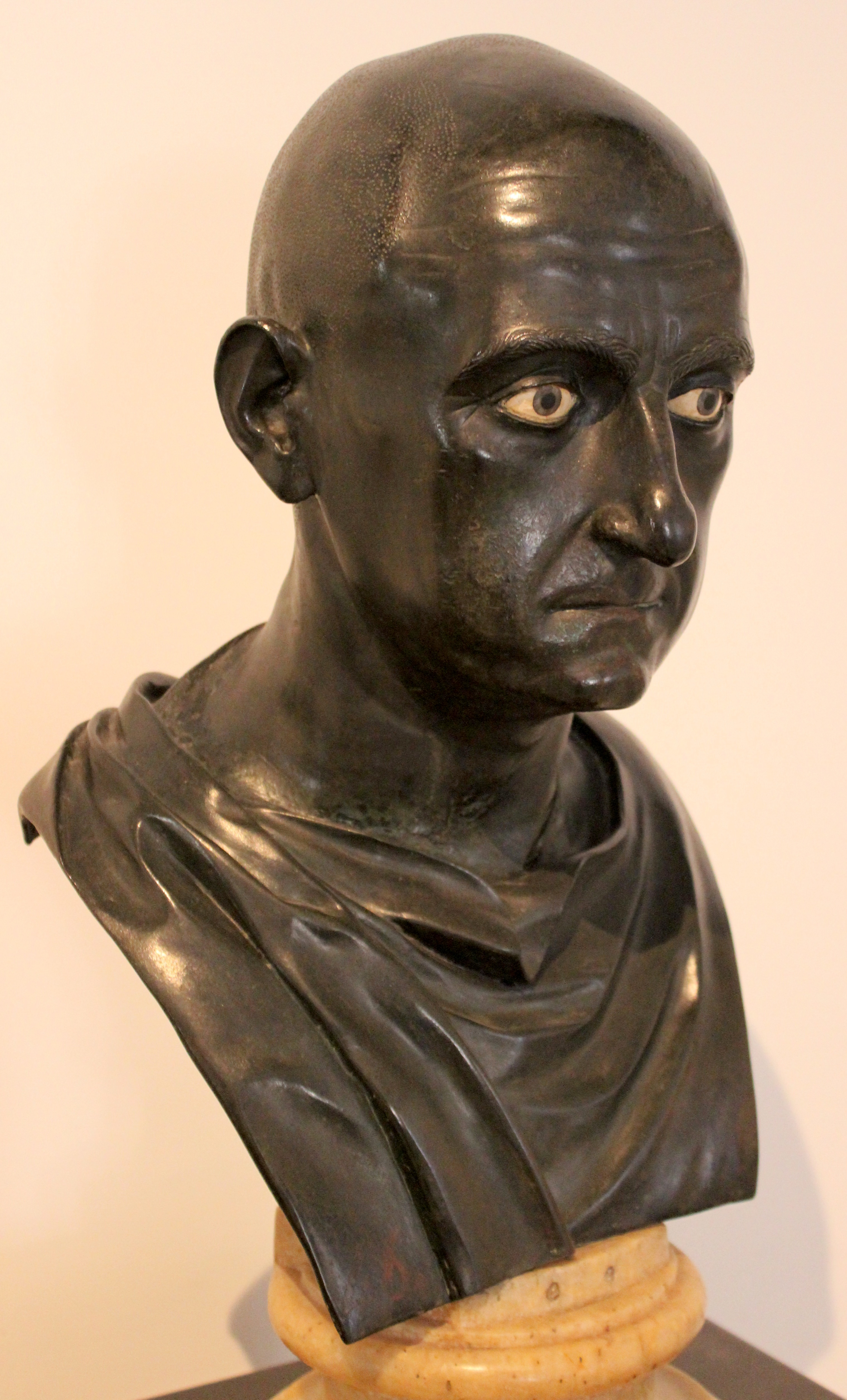
Сципион Африканский (предположительная идентификация)

По окончании Второй Пунической войны Публий Корнелий Сципион стал самым влиятельным политиком республики, а Луций Корнелий занял место в его окружении — рядом с другими аристократами и «новыми людьми». При этом начиная с середины 190-х годов до н. э. усиливается враждебная «сципионовской партии» группировка, в которой видное место занимал Марк Порций Катон.
В элогии Луция Корнелия упоминаются должности военного трибуна и квестора, но неизвестно, когда он эти должности занимал. Его эдилитет, несмотря на отсутствие упоминаний в источниках, датируется точно — 195 годом до н. э., поскольку это единственно возможная дата. В 193 году Сципион стал претором и получил в управление Сицилию. По мнению Фридриха Мюнцера, именно его мог иметь в виду Цицерон, упоминая в одной из своих речей дарованные одним из Сципионов «старинные законы акрагантцев».
Уже в 192 году до н. э. Луций Корнелий выдвинул свою кандидатуру в консулы. Выборы получились очень напряжёнными, поскольку на одно консульское место претендовали трое патрициев. Помимо Луция, это были его двоюродный брат Публий Корнелий Сципион Назика и Гней Манлий Вульсон. Победил Назика, имевший большие военные заслуги и опыт неудачного соискательства консулата: согласно Ливию, ему просто не могли отказать два раза подряд.
В следующем году Луций Корнелий принял участие в походе консула-плебея Мания Ацилия Глабриона на Балканы против Антиоха III. Он состоял при штабе командующего вместе с консулярами Луцием Валерием Флакком, Марком Порцием Катоном, Тиберием Семпронием Лонгом и Титом Квинкцием Фламинином. Глабрион принадлежал к «сципионовской партии», и поэтому после битвы при Фермопилах, в которой римляне победили Антиоха и заставили его отступить из Греции, консул направил в Рим с вестью о победе именно Луция Корнелия: это было сделано, чтобы связать имя одного из Сципионов с очередным успехом римского оружия.
На этот раз Сципиона из-за его «нерасторопности» опередил Катон: Луций Корнелий вошёл в сенат, когда Марк Порций уже рассказывал там о событиях на театре военных действий. Перед народным собранием посланцы Глабриона выступили уже вместе. Российская исследовательница Т. Бобровникова считает, что Маний Ацилий отправил только одного вестника — Сципиона, но Ливий называет Катона именно официальным посланцем, а Плутарх вообще не упоминает Луция Корнелия. По мнению В. Квашнина, Глабрион не мог не отправить в Рим Катона, имевшего наибольшие заслуги в этой кампании, и в этой ситуации просто отложил отъезд Марка Порция на несколько дней, чтобы дать Сципиону время. Тем не менее Катон смог обогнать конкурента.
В Риме понимали, что даже после победы при Фермопилах Антиох сохранил большую часть своих огромных сил. Для продолжения войны им нужен был опытный и талантливый полководец Сципион Африканский, а потому они выбрали консулами на 190 год до н. э. его лучшего друга Гая Лелия и его брата Луция (почему они не выбрали самого Публия Корнелия, неизвестно).
Ход дальнейших событий не совсем ясен. Источники утверждают, что оба консула претендовали на Грецию в качестве провинции и что решающим фактором стало обещание Сципиона Африканского стать легатом при своём недостаточно опытном и недостаточно способном брате. Существуют три версии случившегося. Согласно Ливию, Лелий, имевший более сильную поддержку в сенате, предложил не проводить жеребьёвку, а предоставить решение сенаторам. Именно тогда Публий Сципион сделал своё заявление, и сенат решил дело в пользу братьев. Согласно Валерию Максиму, жеребьёвка всё же проводилась, и заветный жребий выпал Лелию, но Сципион Африканский, хотя и «теснейшим образом связанный с Лелием», дал своё обещание для того, чтобы убедить сенат забрать Грецию у друга и отдать брату. Наконец, согласно одной из филиппик Цицерона, жребий выпал Луцию, но в сенате возникла оппозиция такому назначению, поскольку Луций Сципион считался малоспособным человеком. Тогда-то Публий и счёл необходимым «оградить семью от этого бесчестья».
В историографии подвергают эти сообщения сомнению: Лелий был обязан всеми своими успехами семейству Сципионов, у Луция Корнелия явно была более серьёзная поддержка в сенате, дружба Лелия со Сципионом Африканским была очень близкой и никогда не подвергалась сомнению. Возможно, он просто отказался от Греции в пользу своего коллеги.

### Антиохова война

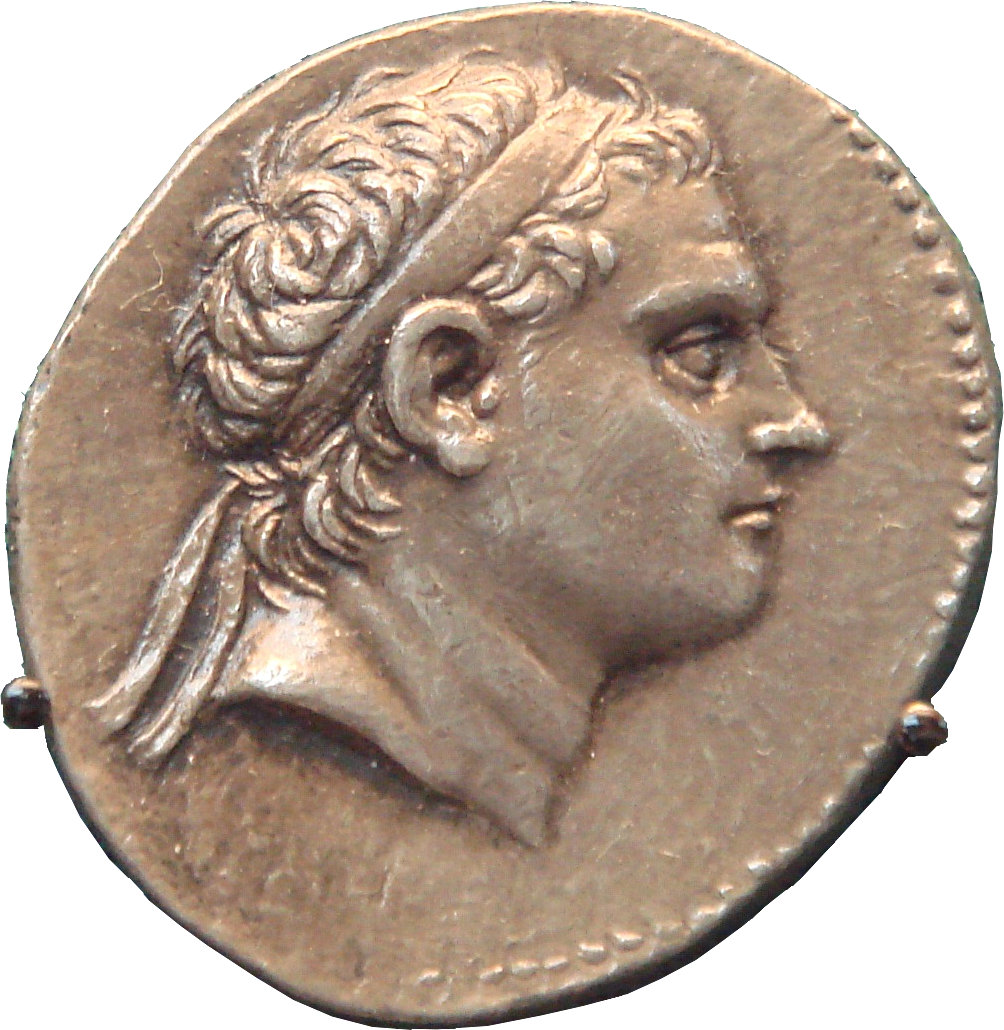
Серебряная монета Антиоха III

Братья Сципионы набрали в Италии восемь тысяч пехотинцев и 300 всадников; кроме того, не менее четырёх тысяч ветеранов Второй Пунической войны добровольцами вступили в армию, как только узнали, что в походе примет участие Сципион Африканский. 13-тысячное войско Луция и Публия уже к 15 июля 190 года до н. э. было в Брундизии, откуда переправилось в иллирийскую Аполлонию. Через Эпир римляне двинулись в Фессалию. К возглавлявшему авангард Публию обратились с просьбой о мире союзники Антиоха — этолийцы; тот их обнадёжил, но Луций позже заявил послам, что те должны или капитулировать, или выплатить контрибуцию в тысячу талантов. В конце концов, этолийцы получили шестимесячное перемирие, и на этом боевые действия в Греции закончились.
Присоединив к своим силам два легиона Глабриона, осаждавшие до этого Амфиссу, Сципионы двинулись к Геллеспонту. Филипп V Македонский, чьё царство ослабело после недавнего разгрома, «провёл их через Фракию и Македонию по тяжёлой дороге на собственные средства, доставляя продовольствие, прокладывая дороги и на труднопроходимых реках наводя мосты и разбивая нападающих фракийцев, пока не довёл их до Геллеспонта». Тем временем флоты союзников Рима — Пергама и Родоса — одержали серию побед над флотоводцами Антиоха, так что царь продолжил отступление, а римская армия смогла без помех переправиться в Азию.
Антиох, не ожидавший такого развития событий, предложил римлянам мир на условиях его ухода из Ионии и Эолиды, но те потребовали отказа от всех земель до Тавра и оплаты военных издержек. Царский посол Гераклид начал тайные переговоры с Публием Корнелием, но тот отверг предложение мира и посоветовал «согласиться на всякие условия и ни в каком случае не воевать против римлян».
Получив такой ответ, Антиох рискнул дать римлянам большое сражение. Решающая битва этой войны произошла зимой 190/189 годов до н. э. (точной датировки нет) у города Магнесия. Ливий говорит о 60-тысячной армии царя, Аппиан — о 70-тысячной. Одни историки считают эти данные преувеличением, другие предполагают, что Антиох мог собрать 70—80 тысяч воинов. У Сципионов было 30 тысяч воинов, включая сильные вспомогательные отряды пергамцев и ахейцев, а также африканские слоны, которые, впрочем, были оставлены в резерве: они были явно слабее, чем индийские слоны в армии Антиоха.
Сражение началось с большого успеха римлян. Стоявшая на их правом фланге конница во главе с царём Пергама Эвменом II обратила в бегство боевые колесницы противника, а потом разгромила весь левый фланг Антиоха. Занимавшая центр царской армии фаланга оказалась под ударом со всех сторон и несла потери, но не могла контратаковать. В то же время сам царь, командовавший конницей на правом фланге, одерживал победу на своём участке: встретив слабое сопротивление, он прорвался до римского лагеря, но взять его не смог (здесь организовал эффективную оборону военный трибун Марк Эмилий Лепид). Когда римляне перебросили сюда подкрепления, Антиох, узнавший о положении дел в центре и на левом фланге, бежал с поля боя. Ливий сообщает о якобы 53 тысячах убитых, из которых римлян и пергамцев было всего 349 человек. Эти данные могут быть большим преувеличением, но, в любом случае, победа римлян была «необычайно лёгкой».
Согласно Ливию и Аппиану, Публий Корнелий во время этой битвы был болен и находился в Элее, назначив советником брату Гнея Домиция Агенобарба; последний и командовал армией. Но Т. Бобровникова подвергает это сомнению, ссылаясь на имевший место ранее отказ римского командования предпринимать что-либо без Сципиона Африканского, на свидетельство Фронтина о том, что именно Публий Корнелий выбрал место для битвы, и на выступление Назики, текст которого приводит тот же Ливий:

«Чтобы величие и блеск такого легата не затмили там славы консула, как нарочно, случилось, что в тот самый день, когда Луций Сципион при Магнесии победил Антиоха в открытом бою, Публий Сципион был болен и находился в Элее на расстоянии нескольких дней пути».
— Тит Ливий. История Рима от основания города XXXVIII, 58, 9.
Таким образом, Публий Корнелий мог формально самоустраниться, продолжая при этом руководить от имени брата. Правда, Б. Лиддел Гарт пишет, что, судя по тому, как шло сражение, римлянам «явно не хватало тактического мастерства Сципиона Африканского».

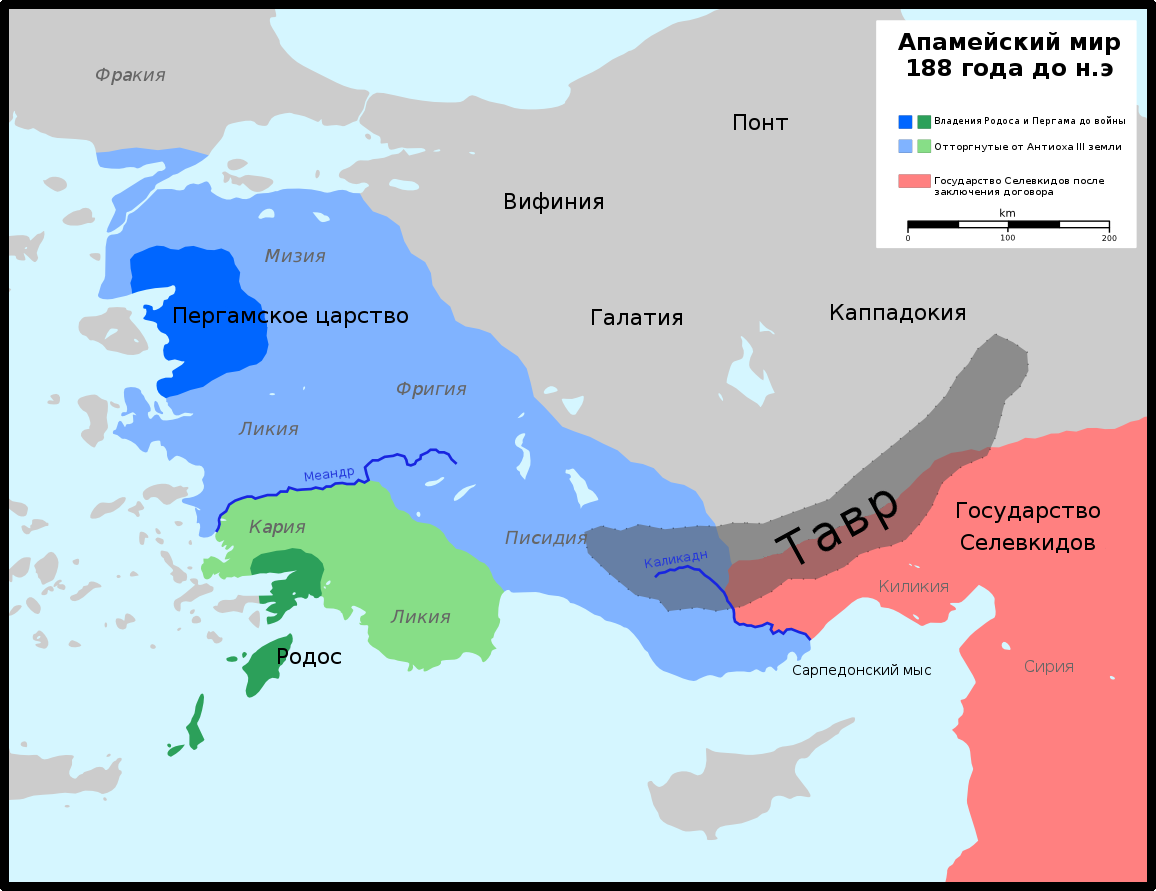
Территориальные уступки Антиоха по итогам Сирийской войны

Сразу после разгрома Антиох попросил мира. Условия царским послам огласил Публий Корнелий, потребовавший того же, что и сразу после высадки в Азии: отказа Антиоха от земель за Тавром, выплаты контрибуции в пятнадцать тысяч талантов (из них пятьсот сразу) и выдачи ряда врагов Рима, включая Ганнибала. Царь был вынужден согласиться. Окончательный договор был подписан уже в 188 году в Апамее. Сципионы же, выплатив воинам двойное жалованье из денег, выплаченных Антиохом, совершили поездку по Эгеиде, посетив самые знаменитые города на западе Малой Азии, Крит и Делос, и пожертвовав золотые венки Аполлону Дельфийскому и Делосскому.
В Риме в течение 189 года до н. э., пока шла война, ходили слухи о том, что Сципионы заключили тайный союз с Антиохом, и о том, что они понесли полное поражение и попали в плен. Зимой легат Луция Корнелия Марк Аврелий Котта привёз известие о полной победе; а в добавочном месяце между февралём и мартом Луций вступил в Рим с триумфом. Ливий признаёт, что этот триумф был более великолепен, чем тот, что был отпразднован после мира с Карфагеном. Луций Корнелий добился агномена Азиатский, чтобы сравняться с братом, а позже воздвиг на Капитолии свою статую в греческой хламиде и сандалиях и выставил на всеобщее обозрение картины на тему Антиоховой войны.

### Судебные процессы
Братья Сципионы отсутствовали в Риме почти два года (лето 190 — весна 188 годов до н. э.). За это время их враг Катон успел выступить с обвинениями против Квинта Минуция Терма и Мания Ацилия Глабриона, принадлежавших к «фракции» Корнелиев: первый был обвинён в жестоком обращении с союзниками и во лжи о победах в войне, второй — в присвоении части добычи. Тот факт, что обвинительных судебных приговоров не было, может говорить о неустойчивом равновесии между противоборствующими политическими группировками; при этом группировка Катона продолжала усиливаться — во многом благодаря отсутствию Сципионов. Вероятно, именно Марка Порция и его сторонников имеет в виду Ливий, когда пишет в связи с отчётом Луция Корнелия о своих победах, что иные утверждали, «будто эта война больше наделала шуму, чем потребовала трудов, — ведь она решилась одним сражением, и цветок славы за эту победу был уже сорван при Фермопилах».
Уже в 187 году до н. э. начались судебные процессы против братьев Сципионов. Источники не дают единой достоверной картины этих событий: единственный сохранившийся полноценный рассказ о процессах принадлежит Ливию, опиравшемуся на Валерия Анциата, который в целом не заслуживает доверия из-за особенностей его стиля. Другие писатели (Полибий, Авл Геллий, Валерий Максим) сосредоточились на описании отдельных ярких эпизодов, в значительной степени противоречащих версии Анциата. Большинство исследователей считают второй вариант традиции более достоверным.
«Первым актом сципионовской драмы» стал запрос народных трибунов Петилиев (или только одного Петилия — Квинта) о судьбе 500 талантов, которые Луций Корнелий Сципион получил от Антиоха в качестве первой части контрибуции. Согласно Ливию, некое расплывчатое обвинение на эту тему было адресовано Публию Корнелию, но Валерий Максим сообщает, что трибуны потребовали отчёта об этих деньгах у Луция Корнелия; в историографии отдают предпочтение второму варианту. При этом источники сходятся во мнении, что Петилии действовали по наущению Катона.
Полибий упоминает сумму не в 500 талантов, а в три тысячи, явно имея в виду деньги, которые Антиох должен был выплатить после ратификации мира и которые, видимо, попали в руки Гнея Манлия Вульсона — преемника Луция Корнелия по командованию. Вульсон, вернувшийся с Востока незадолго до выступления Петилиев, едва не лишился триумфа из-за обвинений собственных легатов. Исходя из этого, в историографии делаются предположения, что именно легаты Вульсона, и в первую очередь Луций Фурий Пурпурион, могли стать инициаторами разбирательства о «деньгах Антиоха», в котором Гней Манлий мог быть вначале даже основным фигурантом; последнего Катон тоже мог считать своим врагом.
Как только трибуны выступили против Сципиона Азиатского, в дело вмешался его брат. Сципион Африканский объявил, что не обязан перед кем-либо отчитываться и на глазах у сенаторов изорвал счётные книги. Положение братьев Корнелиев вследствие этого только ухудшилось: Луций потерял возможность оправдаться, а конфликт между братьями и их политическими противниками продолжал углубляться. Вероятно, уже демонстративное уничтожение счётной книги говорит о том, что сенат был настроен против Сципионов и последние не рассчитывали на беспристрастное рассмотрение дела.
Данные о последующих событиях расходятся: согласно Анциату и Ливию, Петилии добились назначения сенатом комиссии для расследования дела о «деньгах Антиоха», которую возглавил один из преторов — Квинт Теренций Куллеон. Согласно Авлу Геллию, этим делом занимался народный трибун Гай Минуций Авгурин. Оба автора пишут о крупных денежных штрафах, которые, согласно приговору, следовало взыскать со Сципиона Азиатского, с его квестора Гая Фурия Акулеона и легата Авла Гостилия Катона. Луций Корнелий отказался давать залог и громко оспаривал справедливость такого решения. Тогда Гай Минуций приказал наложить на Сципиона оковы и отвести его в тюрьму. Авл Геллий утверждает, что Публий обратился к прочим восьми трибунам с просьбой защитить его брата от насилия, но те фактически ответили ему отказом, и только последний, десятый трибун — Тиберий Семпроний Гракх — наложил вето на решение своего коллеги, хотя и был «из-за многочисленных разногласий по государственным вопросам злейшим врагом Публия Сципиона Африканского». В историографии ведётся дискуссия о том, какая из двух версий ближе к истине.
В дальнейшем Луцию пришлось выплачивать штраф. Его имущество было описано, и самые необходимые ему вещи пришлось в складчину выкупать родственникам. Ливий сообщает, что Публий Корнелий был направлен сенатом в Этрурию в качестве легата, но российский историк В. Квашнин предположил, что у Сципиона Африканского была другая миссия, неправильно интерпретированная Анциатом: возможно, он собирал деньги для брата с местной клиентелы Корнелиев и Помпониев.
Сенат, чтобы остановить развитие конфликта, направил Луция Корнелия с почётной миссией на Восток: Сципион стал посредником в переговорах Антиоха и Эвмена II. По возвращении в Рим он организовал игры во исполнение обета, данного ещё во время войны. Эти игры были оплычены по постановлению народного собрания из общественных средств. Но конфликт не был исчерпан: Катон был заинтересован в окончательном разгроме сципионовой группировки, поскольку это должно было помочь ему в завоевании цензорской должности. На этот раз он привлёк к суду Сципиона Африканского, обвинив его в получении взятки от Антиоха. Публий Корнелий снова отказался отвечать на обвинение по существу, удалился в своё имение в Кампании и там уже через год (в 183 году до н. э.) умер.

### Последние годы
В 184 году до н. э. Луций Корнелий выдвинул свою кандидатуру в цензоры. На выборах развернулась ожесточённая борьба. Соискателей-патрициев, помимо Сципиона, было четверо: Луций Валерий Флакк, Луций Фурий Пурпурион, Публий Корнелий Сципион Назика и Гней Манлий Вульсон. Плебеев было в общей сложности четверо: Марк Порций Катон, Тиберий Семпроний Лонг, Марк Фульвий Нобилиор и Марк Семпроний Тудитан.
Наибольшие шансы на победу имел тандем Катон-Флакк благодаря известности, которую снискал в предыдущие годы Марк Порций в судебных процессах. В этой ситуации остальные соискатели заключили союз. «Марк Порций громогласно обвинял своих противников в том, что они боятся независимой и строгой цензуры, и призывал избирателей отдать голоса ему и Луцию Валерию Флакку, говоря, что только с таким коллегой он сможет успешно бороться за чистоту нравов», а другие соискатели обещали избирателям «кротость и снисходительность». Программа Катона больше соответствовала общественным настроениям тех лет, а поэтому он получил больше всего голосов. Определённую роль здесь мог сыграть и тот факт, что одним из консулов 184 года до н. э. был сородич Катона Луций Порций Лицин; возможно, именно он занимался организацией выборов. Сначала был избран цензор-плебей; победа Марка Порция резко увеличила шансы Луция Валерия, так что Луций Корнелий проиграл выборы.
Катон и Флакк вскоре исключили Сципиона из всаднического сословия. Это событие означало политическую смерть, и больше Луций Корнелий уже не упоминается в источниках. Известно, что после его смерти его статую поставили в родовой гробнице Сципионов у Капенских ворот рядом со статуями брата и поэта Квинта Энния.

## Потомки
У Луция Корнелия был сын того же имени, упоминающийся в источниках без второго когномена Азиатский. Текст эпитафии на захоронении сына Луция Корнелия гласит:
.
L·CORNELI L·F P
SCIPIO·QVAIST
TR·MIL·ANNOS
GNATOS XXX·III
MORTVOS·PATER
REGEM ANTIOCO
SUBEGIT
Переводится как:

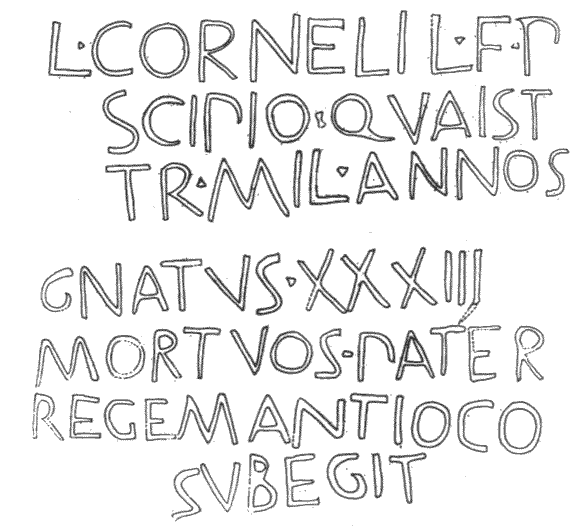
Эпитафия сына Луция Корнелия, захоронение в Гробнице Сципионов

«Луций Корнелий, сын Луция, внук Публия, Сципион, квестор, военный трибун; умер в возрасте 33 лет. Его отец победил царя Антиоха».

Все известные истории потомки Луция Корнелия носили тот же преномен. Его единственный внук упоминается только в родословных, а правнук сделал политическую карьеру, достигнув консулата в 83 году до н. э. Род Сципионов Азиатских пресёкся на приёмном сыне этого Луция, по крови — сыне Марка Эмилия Лепида, консула 78 года до н. э.

## Оценки
Античные авторы сходятся во мнении, что Луций Корнелий был человеком без каких-либо способностей, постоянно находившимся в тени своего великого брата. Только последнему Сципион Азиатский обязан многочисленными упоминаниями в источниках. Немецкий антиковед Фридрих Мюнцер, написавший объёмную статью о Луции Корнелии для энциклопедии «Паули-Виссова», с такой оценкой согласен. В то же время он обращает внимание, что живший четырьмя веками позднее император Гордиан III, если верить его биографу, «был похож лицом на Сципиона Азиатского». Это сообщение должно говорить не о реальном сходстве, а о желании Гордиана упрочить свою власть, связав себя с Луцием Корнелием.
В историографии признаётся, что Сципион Азиатский был «во всех отношениях менее одарённым», чем его брат. При этом встречаются и мнения о том, что Луций Корнелий сам по себе не был лишён военных и политических талантов. Старший брат, более яркая личность, сыграл в его судьбе роковую роль: именно Публий Корнелий всегда был в центре внимания как для писателей, так и для политиков своей эпохи. В результате Луций Корнелий был неоднократно «принесён в жертву первенству брата» и в конце концов потерял всё: его карьера оборвалась, не достигнув высшей точки.
Сципионовские процессы часто связывают с противостоянием между Публием Корнелием и Катоном. Учёные приписывают им разные взгляды на внешнюю и внутреннюю политику либо считают, что Марк Порций, нападая на Сципионов, пытался восстановить пошатнувшееся «олигархическое равновесие». Существует и мнение, что не было никаких личных либо идеологических мотивов: процесс Луция Корнелия наряду с аналогичными обвинениями о злоупотреблении военной добычей, прозвучавшими в адрес Мания Ацилия Глабриона (189 год до н. э.) и Гнея Манлия Вульсона (187 год до н. э.), могли иметь целью ограничение полномочий магистратов в провинциях.